# 제임스 매티스
제임스 노먼 매티스(영어: James Norman Mattis, 1950년 9월 8일 ~)는 미국의 제26대 국방부 장관이다.
이전에는 미국 해병대에서 복무하였으며, 2010년 8월부터 2013년 3월까지 미국 중부 사령부(United States Central Command)의 사령관을 맡고 전역하였다. 매티스는 대반란 작전 수행으로 유명하며, 미친 개(Mad dog)라는 별명을 갖고 있다. 퇴역 장성으로 지내다가 제45대 대통령 도널드 트럼프 행정부의 국방부 장관에 내정되어 2017년 1월 20일 취임하였다. 군 장성 출신이 미국 국방장관에 오른 것은 제2차 세계 대전 당시 조지 마셜 이후 처음이다.

## 군 경력
매티스는 1969년 해병대 병사로 입대해 복무하다 제대한 뒤, 센트럴 워싱턴 대학에서 역사를 전공하면서 해병대에 ROTC로 다시 들어가 1972년 1월 소위로 임관하였다.

### 걸프 전쟁
중령으로 진급하면서, 매티스는 미 해병 제1사단 7연대 1대대장을 맡아 걸프 전쟁에 참전하였다.

## 정치적 입장

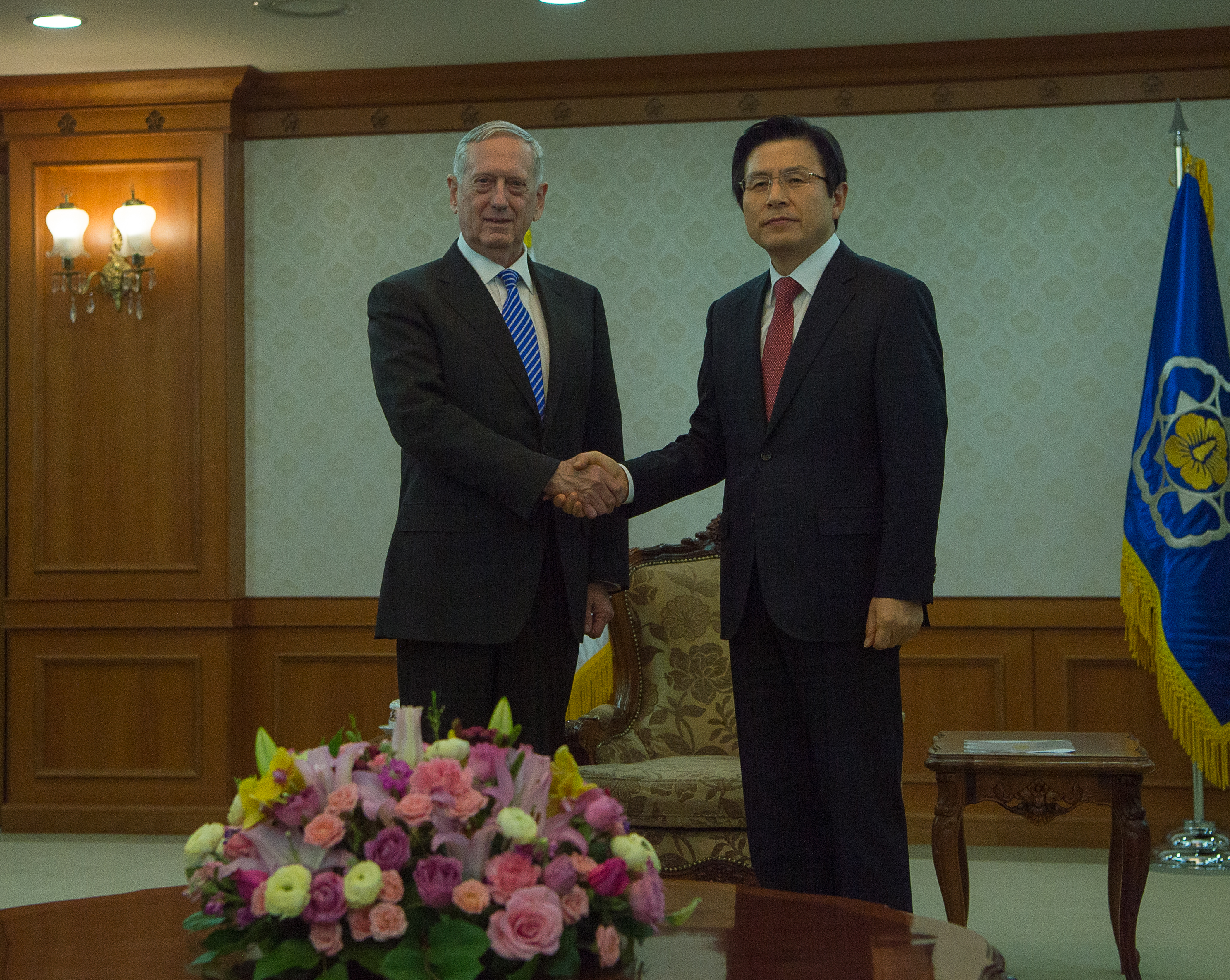
2017년 2월 국방장관 첫 순방국으로 대한민국을 방문해 황교안 대통령 권한대행을 만난 제임스 매티스

제임스 매티스는 이스라엘과 팔레스타인 간의 분쟁에 2국가 해법(two-state solution)을 지지하는 입장이다. 또한 조선민주주의인민공화국의 핵 위협을 미국이 직면한 가장 큰 안보 문제 중 하나로 인식하며, 외교적인 대응을 선호 하지만, 필요시 북조선에 대한 선제 타격 옵션도 배제하지 않겠다는 입장을 표명하였다. 한반도 전술핵 배치는 항공모함등 핵미사일은 어느곳에서도 사용가능하므로, 위치가 중요하지 않다고 하며, 한반도 전술핵 배치에 부정적이라고 입장을 표명했다.